# 17893 Arlot
17893 Arlot (1999 FO) là một tiểu hành tinh vành đai chính được phát hiện ngày 17 tháng 3 năm 1999 bởi Khảo sát tiểu hành tinh OCA-DLR ở Caussols.